# Mōjū tsukai no shōjo
Mōjū tsukai no shōjo (猛獣使いの少女?), letteralmente "La ragazza domatrice", è un film del 1952 diretto da Kōzō Saeki.
È stato prodotto da Daiei e sceneggiato da Toshirō Ide e Umetsugu Inoue. Come tutti i film di Saeki, non è mai stato mai distribuito in Italia.